# Leptodontidium boreale
Leptodontidium boreale är en svampart som först beskrevs av de Hoog, och fick sitt nu gällande namn av de Hoog 1979. Leptodontidium boreale ingår i släktet Leptodontidium, ordningen disksvampar, klassen Leotiomycetes, divisionen sporsäcksvampar och riket svampar.   Inga underarter finns listade i Catalogue of Life.